# Micrasterias abrupta
Micrasterias abrupta là một loài Song tinh tảo trong họ Desmidiaceae, thuộc chi Micrasterias.